# Uranbrytning

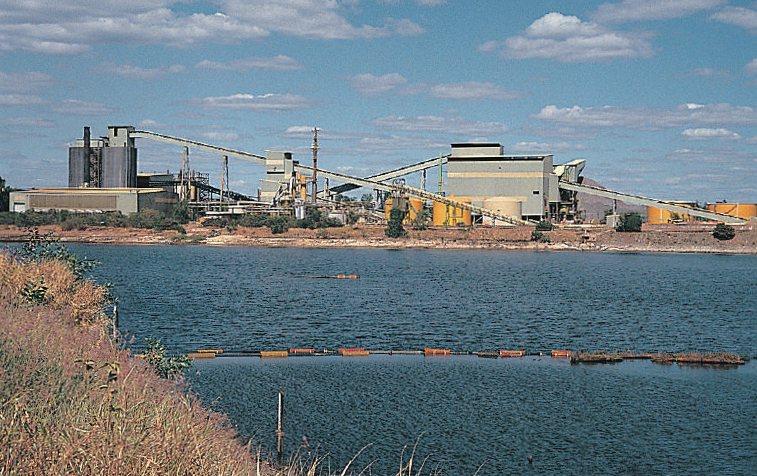
Ranger-urangruvan i Australien vid Kakadu nationalpark, där 10% av jordens uranreserver beräknas ligga.

Uranbrytning är den process som utvinner uranmalm ur marken. 57% av världens uranbrytning sker via in situ-lakning, med resterande del fördelad på brytning under jord och brytning i dagbrott . Den förekommer i stora brytningsvärda mängder endast inom ett litet antal länder i världen, då resursen är relativt sällsynt.

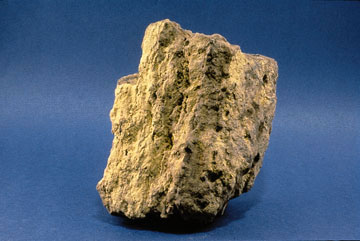
Initialt stadium: Uranhaltigt mineral

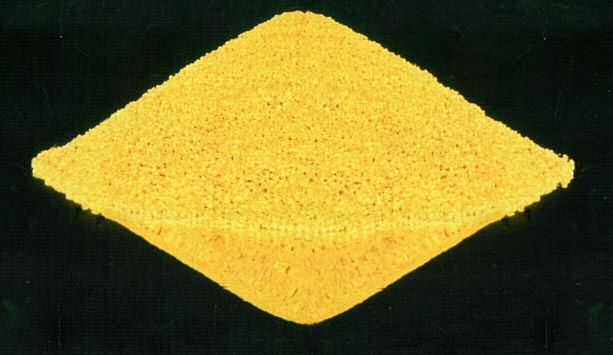
Slutstadium: Yellowcake

Gruvindustri med allt från prospektering till den första portabla produkten, yellowcake. Den kan även vara baserad med havsvatten som källa. Verksamheten är en del av kärnbränslecykeln, som är en uppsättning insatser för att ta fram bränsle till kärnkraftverk.
- Prospektering efter nya fyndigheter,
- Iordningställande av en fyndplats för exploatering av en fyndighet (tillstånd, konstruktion och installation av utrustning, eventuellt byggande av tillgångsöppningar),
- Malmutvinning, exklusiv extraktion eller som co- eller biprodukt vid utvinning av guld, koppar eller fosfat.
- Koncentration av uran till transportabel yellowcake , samt försäljning av uran
- Återställning av lägen på fast mark, när tillgången är uttömd eller verksamheten upphört.

Den globala produktionen av uran under 2008 uppgick till 43.853 ton, varav 20% bröts i Kanada. Kanada, Kazakstan, och Australien är de tre största producenterna och står tillsammans för 59% av världsproduktionen av uran. Andra viktiga länder som producerar mer än 1000 ton uran per år Namibia, Ryssland, Niger, Uzbekistan och USA.

## Historik

### Verksamhet före 1940
Gruvarbetare hade lagt märke till uranhaltiga mineraler under lång tid, innan uran upptäcktes 1789. Uranmineralet pechblände, även känt som uraninit rapporterades från Erzgebirge, Sachsen, så tidigt som 1565. Andra tidiga rapporter om pechblände härrör från 1727 i Joachimsthal och 1763 i Schwarzwald. [3] 
I början av 1800-talet tog man tillvara uranmalm som en biprodukt av gruvdrift i Sachsen, Böhmen, och Cornwall. Första avsiktliga brytning av radioaktiva malmer ägde rum i Jáchymov, även känd under sitt tyska namn Joachimsthal, en stad med silvergruva i nuvarande Tjeckien. Marie Curie använde pechbländemalm från Jachymov att isolera grundämnet radium, en sönderfallsprodukt av uran; hennes död berodde på aplastisk anemi, säkerligen orsakad av exponering för radioaktivitet. Fram till andra världskriget bröts uranmalm främst för sitt radiuminnehåll. Källor till radium, som uranmalmen också innehöll, var eftersökta att användas för självlysande färg till urtavlor och andra instrument, liksom för hälsorelaterade tillämpningar, av vilka några i efterhand befanns otroligt ohälsosamma. Biprodukten uran användes mest som ett gult pigment. 
I USA upptäcktes den första radium-/ uranmalmen 1871 i guldgruvorna nära Central City, Colorado. Detta område producerade cirka 50 ton högvärdig malm mellan 1871 och 1895. Merparten amerikansk uranmalm före andra världskriget kom dock från vanadinförekomster på Coloradoplatån i Utah och Colorado. 
I Cornwall öppnade South Terras Mine nära St Stephen-in-Brannel för uranproduktion 1873, och producerade ca 175 ton malm före 1900. Andra tidiga uranbrytningar företogs i Autunois i franska Centralmassivet, Oberpfalz i Bayern och ur alunskiffer i Billingen, Sverige. 
Shinkolobwe-fyndigheten i Katanga, Belgiska Kongo (numera Kongo-Kinshasa) upptäcktes 1913, och exploaterades av Union Minière du Haut Katanga. Andra viktiga tidiga fyndigheter inbegrep Port Radium, nära Stora Björnsjön, Kanada upptäckt 1931, tillsammans med Beira-landskapet i Portugal, Tyuya Muyun i Uzbekistan och Radium Hill, Australien.

### Efter 1940
På grund av att uran behövdes för bombforskning under andra världskriget, utnyttjade Manhattanprojektet olika källor till grundämnet. Manhattanprojektet köpte ursprungligen uranmalm från Belgiska Kongo, genom Union Minière du Haut Katanga. Senare kontrakterade projektet företag som drev vanadingruvor i sydvästra USA. Inköpen gjordes också från Eldorado Mining and Refining-aktiebolaget i Kanada. Detta företag hade lager av uran i form av restprodukt från sin verksamhet kring radiumraffinering. 
Amerikansk uranmalm upptagen i Colorado var blandad vanadin- och uranmalm , men på grund av krigstidssekretess kunde Manhattanprojektet bara offentligt medge att de köpte vanadin, och ersatte inte urangruvearbetarna för uraninnehållet. I en mycket senare rättsprocess kunde många gruvarbetare återkräva förlorad förtjänst från den amerikanska regeringen. Amerikansk malm hade mycket lägre uranhalter än malmen från Belgiska Kongo, men den inhemska prioriterades med full kraft för att säkerställa självförsörjning på kärnbränsle. 
Liknande ansträngningar genomfördes i Sovjetunionen, som inte har naturliga fyndigheter av uran, när de började utveckla sitt eget kärnvapenprogram. 
Intensiv prospektering efter uran inleddes efter utgången av andra världskriget, som en följd av den militära och civila efterfrågan på uran. Man kan särskilja tre olika perioder av uranprospektering eller -"boomar".  Dessa inträffade från 1956 till 1960, från 1967 till 1971 och från 1976 till 1982. Under 1900-talet var USA världens ledande uranproducent. Numera har Kanada gått om USA som världens största samlade producent av uran.

## Förekomst och utvinning 2008
Uranförekomsterna är ojämnt fördelade över världen, men producerades år 2008 i följande länder i huvudsak enligt WNA.
| Rank | Stat/Region  | Uranproduktion (ton) | Procent av världsproduktionen |  |
| ---- | ------------ | -------------------- | ----------------------------- |  |
|      | Hela världen | 43 764               |                               |  |
| 1    | Kanada       | 9 000                | 21                            |  |
| 2    | Kazakstan    | 8 521                | 19                            |  |
| 3    | Australien   | 8 430                | 19                            |  |
| 4    | Namibia      | 4 366                | 10                            |  |
| 5    | Ryssland     | 3 521                | 8                             |  |
| 6    | Niger        | 3 032                | 7                             |  |
| 7    | Uzbekistan   | 2 338                | 6                             |  |
| 8    | USA          | 1 430                | 4                             |  |
| 9    | Ukraina      | 800                  | 2                             |  |
| 10   | Kina         | 769                  | 2                             |  |
| 11   | Sydafrika    | 566                  | 1,3                           |  |
| 12   | Brasilien    | 330                  | 0,8                           |  |
| 13   | Indien       | 271                  | 0,6                           |  |
| 14   | Tjeckien     | 263                  | 0,6                           |  |
| 15   | Rumänien     | 77                   |                               |  |
| 16   | Pakistan     | 45                   |                               |  |
| 17   | Frankrike    | 5                    |                               |  |

## Förekomst och utvinning 2014
Kazakstan är sedan 2009 det land som i särklass producerar mest uran i världen. Malawi har tillkommit som land nummer 13 liksom Tyskland som nummer 18.
Utvinningen var år 2014  huvudsakligen i följande länder enligt WNA:
| Rank | Stat/Region  | Uranproduktion (ton) | Procent av världsproduktionen |  |
| ---- | ------------ | -------------------- | ----------------------------- |  |
|      | Hela världen | 56 217               |                               |  |
| 1    | Kazakstan    | 23 127               | 41,1                          |  |
| 2    | Kanada       | 9 134                | 16,2                          |  |
| 3    | Australien   | 5 001                | 8,9                           |  |
| 4    | Niger        | 4 057                | 7,2                           |  |
| 5    | Namibia      | 3 255                | 5,8                           |  |
| 6    | Ryssland     | 2 990                | 5,3                           |  |
| 7    | Uzbekistan   | 2 400                | 4,3                           |  |
| 8    | USA          | 1 919                | 3,4                           |  |
| 9    | Kina         | 1 500                | 2,7                           |  |
| 10   | Ukraina      | 926                  | 1,6                           |  |
| 11   | Sydafrika    | 573                  | 1,0                           |  |
| 12   | Indien       | 385                  | 0,7                           |  |
| 13   | Malawi       | 369                  | 0,7                           |  |
| 14   | Brasilien    | 231                  | 0,4                           |  |
| 15   | Tjeckien     | 193                  | 0,3                           |  |
| 16   | Rumänien     | 77                   | 0,1                           |  |
| 17   | Pakistan     | 45                   | 0,1                           |  |
| 18   | Tyskland     | 33                   | 0,1                           |  |
| 19   | Frankrike    | 3                    |                               |  |

## Utforskning
Uranprospektering liknar andra former av mineralprospektering med undantag för vissa speciella instrument för att upptäcka förekomsten av radioaktiva isotoper. 
Geigermätaren var den ursprungliga strålningsdetektorn, som registrerade den totala sönderfallsmåttet från alla energinivåer av strålning. Jonisationskammare och Geigermätare anpassades först på 1930-talet för fältundersökningar. Den första transportabla räknaren med Geiger-Müllerrör (vägde 25 kg) konstruerades vid University of British Columbia 1932. H.V. Ellsworth från GSC byggde en lättare och praktiskare enhet 1934. Påföljande modeller blev de viktigaste instrumenten som används för uranprospektering under många år, tills Geigerräknare ersattes med scintillationsräknare. 
Användning av luftburna detektorer för prospektering av radioaktiva mineraler föreslogs först av GC Ridland, en geofysiker anställd vid Port Radium 1943. 1947, det äldsta belagda försöket med luftburna strålningsdetektorer (jonisationskammare och Geigerräknare) utfördes av Eldorado Mining and Refining Limited (en kanadensiskt "crown corporation" senare såld för att bli Cameco Corporation). Det första patentet för en bärbar gammastrålningsspektrometer söktes av professorerna Pringle, Roulston & Brownell vid University of Manitoba 1949, samma år som de testade den första bärbara scintillationsräknare på marken och i luften i norra Saskatchewan. 
Luftburen gammastrålningsspektrometri är nu den accepterade ledande tekniken för uranprospektering världen över i ansökningar om geologisk kartering, mineralprospektering och miljöövervakning. En uranfyndighet som upptäcks med geofysiska tekniker utvärderas och provtas för att bestämma mängden uran, som kan utvinnas vid angivna kostnader från fyndigheten. Uranreserver är de mängder malm, som beräknas vara utvinningsbara till förutbestämda kostnader.

## Typer av uranförekomster
Många olika typer av uranfyndigheter har upptäckts och exploaterats. 

### Uranfyndigheter i sedimentära bergarter
Uranfyndigheter i sedimentära bergarter inkluderar dem i sandsten (i Kanada och västra USA), prekambrisk diskordans (i Kanada), fosfat, prekambrian kvarts-sten konglomerat, kollaps Breccia ledningar (se Arizona Breccia Pipe Uran mineralisering), och calcrete. 
Sandstensfyndigheter med uran är i allmänhet av två slag. Fyndigheter av roll-front-typ uppträder på gränsen mellan den uppstupade och oxiderade delen av en sandstenskropp och dess djupare donläges reducerade del. Penekonkordanta sandstensfyndigheter av uran, även kallad Coloradoplatå-typ fyndigheter, uppstår oftast i ordentligt oxiderade sandstenskroppar, ofta i lokala reduktionszoner, till exempel i samband med förkolat trä i sandstenen. 
Uranfyndigheter av typen prekambrisk kvartsstenskonglomerat förekommer endast i bergarter, som är äldre än två miljarder år. De konglomeraten innehåller även pyrit. Dessa fyndigheter har brutits i Blind River-Elliot Lake distriktet i Ontario, Kanada och från de guldförande Witwatersrand-konglomeraten i Sydafrika. 
Hit hör också de kambriska alunskifferförekomsterna som exploaterats vid Billingen, tidigare lämning är Kvarntorpshögen och senast i Ranstad. På 2000-talet har Mawson Resources börjat prospektera i norra Sverige och har efter flera undersökta platser fastnat för trakten av Krokom, där man 2012 fick tillstånd till provborrningar.

### Vulkaniska eller hydrotermiska uranfyndigheter

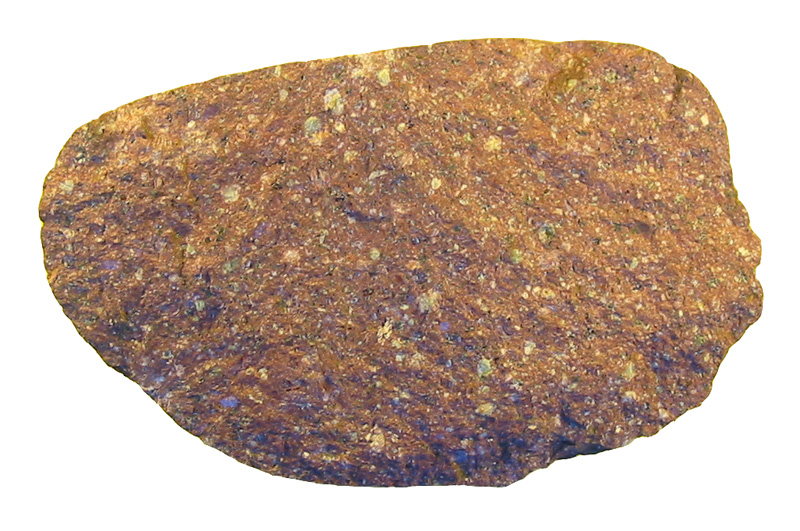
Nefelinsyenit från Sverige

Hydrotermiska uranfyndigheter omfattar uranmalmer av ådertyp. Vulkaniska avlagringar omfattar nefelinsyenit intrusioner på bland annat Ilimaussaq, Grönland, den utspridda uranfyndigheten vid Rössing, Namibia, och uranbärande pegmatiter. Spridda fyndigheter finns också i delstaterna Washington och Alaska i USA.